# Ягдташ

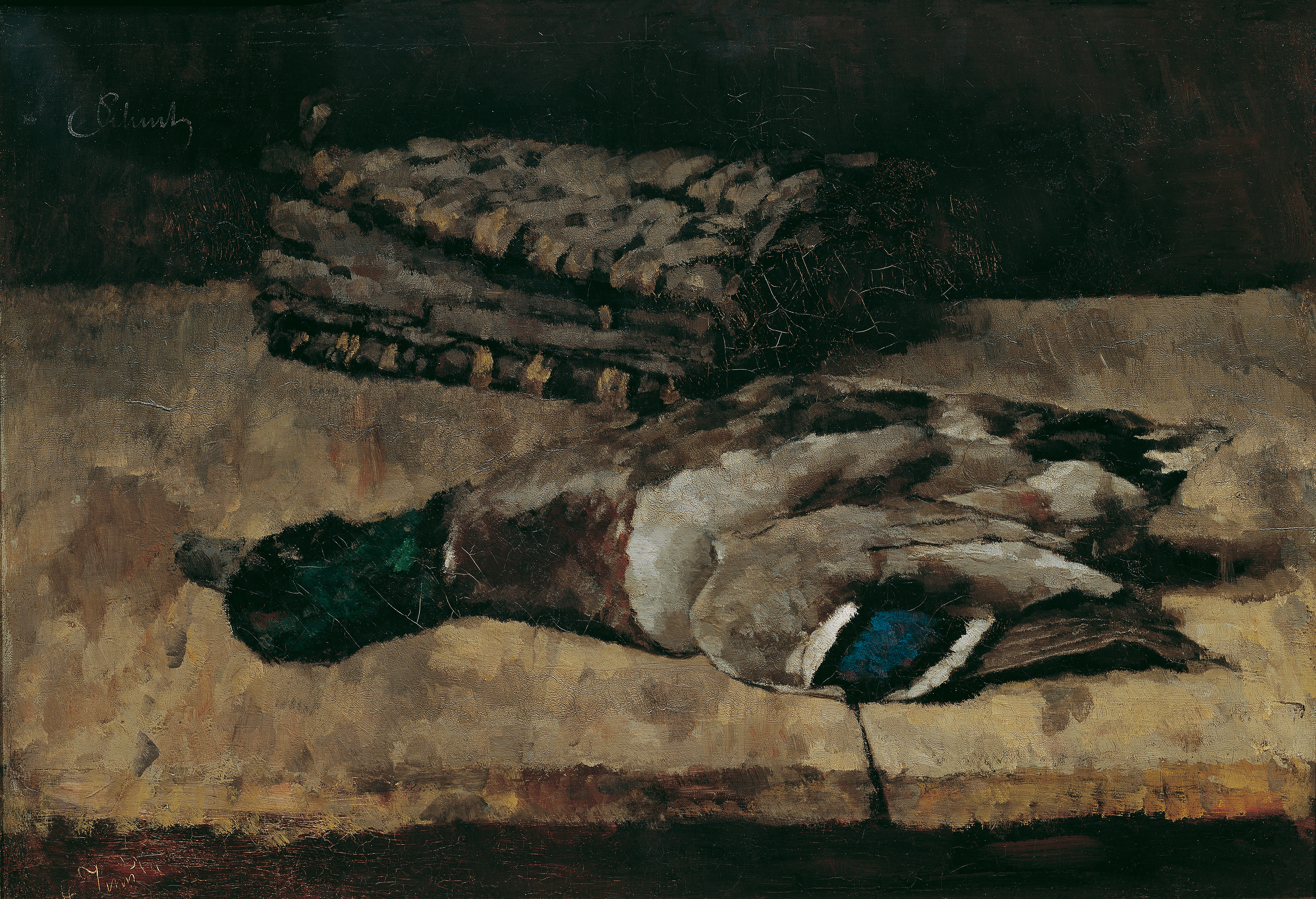
Карл Шух. Натюрморт с дикой уткой и ягдташем. 1881

Ягдта́ш (нем. Jagdtasche «охотничья сумка») — сумка из кожи, кожзаменителей или брезента для ношения добытой дичи и необходимых на охоте припасов и приспособлений.
Ягдташ, как правило, состоит из кожаной или парусиновой сумки с одним или несколькими отделениями и сетки. Имеет пристёгивающийся клапан и ремень. К наружной стороне сумки крепятся ремешки (иногда оканчивающиеся колечками), чтобы приторочивать дичь. Для кратковременных охот наиболее удобны так называемые американские ягдташи, состоящие из одной продолговатой круглой сетки. Ягдташи носятся на ремне через плечо.